# Drake Blue Oval Showcase 2020
Der Drake Blue Oval Showcase 2020 war eine Leichtathletik-Veranstaltung, die am 29. August 2020 im Drake Stadium in Des Moines, der Hauptstadt Iowas stattfand. Die Veranstaltung war Teil der World Athletics Continental Tour und zählte zu den Bronze-Meetings, der dritthöchsten Kategorie dieser Leichtathletik-Serie.

## Resultate

### Männer

#### 100 m
| Platz | Athlet         | Land | Zeit (s) |
| ----- | -------------- | ---- | -------- |
| 1     | Jeff Demps     | USA  | 10,09 SB |
| 2     | Devin Quinn    | USA  | 10,12 SB |
| 3     | Kyree King     | USA  | 10,19    |
| 4     | Chris Belcher  | USA  | 10,26 SB |
| 5     | Jarrion Lawson | USA  | 10,31    |
| 6     | Brandon Carnes | USA  | 10,33    |

#### 200 m
| Platz | Athlet               | Land | Zeit (s) |
| ----- | -------------------- | ---- | -------- |
| 1     | Josephus Lyles       | USA  | 20,32    |
| 2     | Justin Robinson      | USA  | 20,67    |
| 3     | Alonso Edward        | PAN  | 20,69    |
| 4     | Matthew Hudson-Smith | GBR  | 20,95    |
| 5     | Manteo Mitchell      | USA  | 21,18    |
| 6     | Marqueze Washington  | USA  | 21,73    |
|       | Wallace Spearmon     | USA  | DNF      |

#### Meile
| Platz | Athlet          | Land | Zeit (min) |
| ----- | --------------- | ---- | ---------- |
| 1     | Sam Prakel      | USA  | 3:58,3 FR  |
| 2     | Colby Alexander | USA  | 3:58,8     |
| 3     | Joe Klecker     | USA  | 3:59,0 PB  |
| 4     | Tripp Hurt      | USA  | 4:01,2 SB  |
| 5     | Jake Edwards    | USA  | 4:01,8     |
| 6     | Abe Alvarado    | USA  | 4:02,0     |
| 7     | John Gregorek   | USA  | 4:02,1     |
| 8     | Graham Crawford | USA  | 4:03,1     |
| 9     | Obsa Ali        | USA  | 4:06,0     |
| 10    | Erik Sowinski   | USA  | 4:06,7     |
| 11    | Bryce Richards  | USA  | 4:14,7     |

#### 110 m Hürden
| Platz | Athlet          | Land | Zeit (s) |
| ----- | --------------- | ---- | -------- |
| 1     | Michael Dickson | USA  | 13,54 SB |
| 2     | Devon Allen     | USA  | 13,54    |
| 3     | Chad Zallow     | USA  | 13,74    |
| 4     | Aleec Harris    | USA  | 13,84    |
| 5     | Greggmar Swift  | BAR  | 13,91    |
| 6     | Trey Holloway   | USA  | 14,18    |
| 7     | Wellington Zaza | LBR  | 14,22    |

#### Kugelstoßen
| Platz | Athlet             | Land | Weite (m) |
| ----- | ------------------ | ---- | --------- |
| 1     | Ryan Crouser       | USA  | 22,72 FR  |
| 2     | Nick Ponzio        | USA  | 21,19     |
| 3     | Payton Otterdahl   | USA  | 21,19 SB  |
| 4     | Nikolaos Skarvelis | GRC  | 19,64     |
| 5     | Luke Warning       | USA  | 19,08 SB  |
| 6     | Alex Renner        | USA  | 18,44     |
| 7     | Josh Cinnamo       | USA  | 15,99     |

### Frauen

#### 100 m
| Platz | Athlet            | Land | Zeit (s) |
| ----- | ----------------- | ---- | -------- |
| 1     | Kayla White       | USA  | 11,18 SB |
| 2     | Kristina Knott    | PHI  | 11,27 NR |
| 3     | Tianna Bartoletta | USA  | 11,44 SB |

Wind: +1,5 m/s

#### 200 m
| Platz | Athlet              | Land | Zeit (s) |
| ----- | ------------------- | ---- | -------- |
| 1     | Lynna Irby          | USA  | 22,52    |
| 2     | Kyra Jefferson      | USA  | 22,69    |
| 3     | Shakima Wimbley     | USA  | 23,07    |
| 4     | TyNia Gaither       | USA  | 23,08    |
| 5     | Jessica Beard       | USA  | 23,34    |
| 6     | Shamier Little      | USA  | 23,41    |
| 7     | Brittany Brown      | USA  | 23,65    |
|       | Shaunae Miller-Uibo | BAH  | DNF      |

#### Meile
| Platz | Athlet            | Land | Zeit (min)   |
| ----- | ----------------- | ---- | ------------ |
| 1     | Emily Lipari      | USA  | 4:29,3 WL FR |
| 2     | Marisa Howard     | USA  | 4:31,1       |
| 3     | Megan Mansy       | USA  | 4:32,0 PB    |
| 4     | Alli Cash         | USA  | 4:33,3 PB    |
| 5     | Katie Mackey      | USA  | 4:36,0       |
| 6     | Karisa Nelson     | USA  | 4:38,4       |
| 7     | Alex Wilson       | USA  | 4:39,3 PB    |
| 8     | Dani Aragon       | USA  | 4:39,4       |
| 9     | Heather Kampf     | USA  | 4:39,5       |
| 10    | Sinclaire Johnson | USA  | 4:50,3       |
| 11    | Brette Jensen     | USA  | 5:00,0       |

#### 100 m Hürden
| Platz | Athlet             | Land | Zeit (s) |
| ----- | ------------------ | ---- | -------- |
| 1     | Tiffany Porter     | GBR  | 12,90 SB |
| 2     | Megan Tapper       | JAM  | 12,96 SB |
| 3     | Payton Chadwick    | USA  | 12,97    |
| 4     | Dawn Harper-Nelson | USA  | 13,17    |
| 5     | Evonne Britton     | USA  | 13,20    |
| 6     | Cindy Ofili        | GBR  | 13,22    |
| 7     | Mulern Jean        | HAI  | 14,05    |

#### Stabhochsprung
| Platz | Athletin      | Land | Höhe (m) |
| ----- | ------------- | ---- | -------- |
| 1     | Sandi Morris  | USA  | 4,65     |
| 2     | Megan Clark   | USA  | 4,45 =SB |
| 3     | Kortney Ross  | USA  | 4,35     |
| 4     | Ariel Lieghio | USA  | 4,20     |
|       | Sydney Walter | USA  | NH       |

#### Weitsprung
| Platz | Athletin          | Land | Weite (m) |
| ----- | ----------------- | ---- | --------- |
| 1     | Jordan Gray       | USA  | 6,16 w    |
| 2     | Savannah Carson   | USA  | 6,04      |
| 3     | Tianna Bartoletta | USA  | 5,93      |
| 4     | Inika McPherson   | USA  | 5,35      |